# Húsdrápa

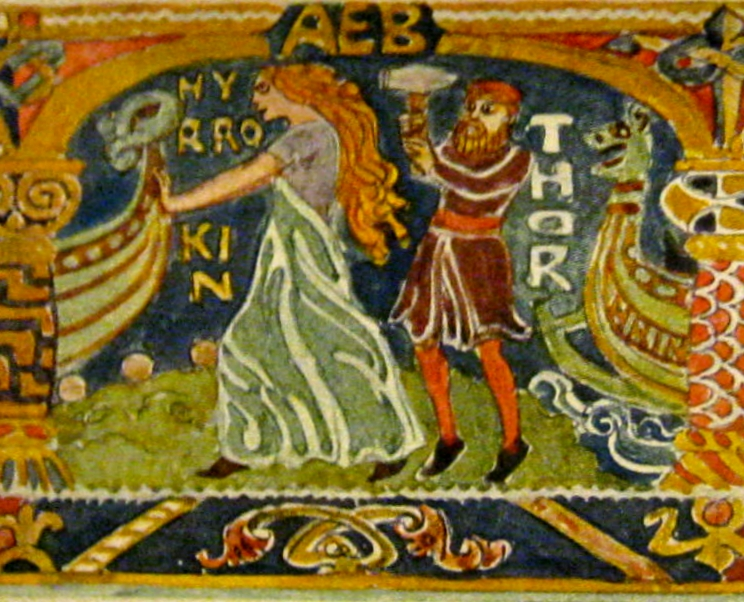
Hyrrokkin skjuter ut Balders dödsskepp. Målning av Emil Doepler den yngre, 1901.

Húsdrápa var ett kväde på dróttkvætt som diktades av den isländske skalden Ulf (Úlfr) Uggason omkring år 985 med anledning av att hövdingen Olav påfågel Höskuldsson (Óláfr pái Hǫskuldsson) på Hjarðarholt då gifte bort sin dotter Turid (Þuríðr) med Geirmund Gny. Bröllopsgästerna härbärgerades i ett nybyggt eldhus, vars väggar och tak invändigt pryddes med träsniderier, som var så vackert färglagda att bonader blev överflödiga. Bilderna föreställde scener ur nordisk mytologi. För att hedra hövdingen och underhålla gästerna framförde skalden själv sin Húsdrápa under bröllopsfesten. I drapan skildrades de myter som fanns avbildade i huset. Drapan rönte stor uppskattning och skalden blev rikt lönad för sitt verk. Detta berättas i Laxdœla saga, kapitel 29.

## Drapans innehåll
Endast 56 rader – eller 14 halvstrofer – av drapan har bevarats. De finns alla i Skáldskaparmál i Snorres Edda. Fyra av halvstroferna har man trott sig kunna sammanföra till två fullstrofer. I två halvstrofer hyllas hövdingen Olav påfågel. Dessa tror man har suttit i drapans inledning och slut. Alla övriga fragment kommer från tre balkar som har handlat om Lokes strid med Heimdall om Brísingamen, Tors fiske tillsammans med jätten Hymer, samt Balders bålfärd. Hur många balkar som drapan ursprungligen har innehållit är okänt, men eftersom två rader härrör från ett klofastef (brutet omkväde) är det troligt att det har rört sig om en lång dikt – något som också antyds hos Snorre.

### Striden om Brísingamen
Om denna i dag okända myt skriver Snorre Sturlasson att ”Brisingasmyckets tjuv” (þjófr Brísingamens) kan vara en passande kenning för Loke, medan Heimdall kan kallas ”Lokes fiende och Frejas smyckehämtare” (Loka dólg, mensœkir Freyju). Snorre fortsätter: ”Han [Heimdall] är även Vågskärs och Singastens besökare. Där stred han med Loke om Brisingasmycket. (– – –) Ulf Uggason diktade ett långt stycke i Húsdrápa efter den berättelsen. Där sägs det att de var i sälskepnad.” Av detta finns två halvstrofer kvar, vilka brukar presenteras som en fullstrof:
| Makternas vägrens vakt sig vant till Singasten svingar, snar mot Farbautes farligt frejdsluge son att fejda: anstor sonen av en och åtta mödrar brått tar sjönjuren skön: hans lön jag sjunger i balkens klungor. | Ráðgegninn bregðr ragna rein at Singasteini frægr við firna slœgjan Fárbauta mǫg vári; móðǫflugr ræðr mœðra mǫgr hafnýra fǫgru, kynnik, áðr ok einnar átta, mærðar þôttum. |  |

Makternas (gudarnas) väg är himlen. Vägrenen blir då horisonten vars väktare är Heimdall, de nio mödrarnas son. Strofen berättar att Heimdall tar sig till Singasten (Singasteinn) för att kämpa med Farbautes son (Loke) om något som kallas för ”sjönjuren” (hafnýra), och som enligt Snorre är ett heite för gudinnan Frejas halssmycke. Birger Pering menade att ordet hafnýra anspelar på de njurliknande karibiska bönor, Entada gigas, som golfströmmen ibland spolar upp på stränderna i Norge och på Island. Dessa är till färgen oftast röda eller bruna och kallas på norska vettenyrer eller søbønner. Det isländska namnet är lausnarsteinar (förlossningsstenar) eftersom havande kvinnor har burit dem som amuletter i bältet eller som halsband för att underlätta barnsbörd. Men de båda halvstroferna upprepar egentligen samma utsaga. Singasteinn – som Snorre uppfattar som ett utskär – kan alltså vara ett annat namn för det föremål som i andra halvstrofen kallas hafnýra. Det har också gissats att singasteinn är en felskrivning för signasteinn (magisk sten). Brísingamen skulle då vara den magiska sten, som på grund av sin form även kallas ”sjönjuren”.
Strofen antyder att fruktbarhetsgudinnan har åkallats som hjälp vid förlossningar och att Brísingamen har varit hennes magiska redskap. Men myten om Lokes och Heimdalls strid är förlorad och låter sig inte rekonstrueras. En anspelning på myten finns i drapan Haustlǫng (strof 9), där Loke kallas ”Brisingasmyckets tjuv” (Brísings girðiþjófr) och i kortsagan Sörla þáttr, där Loke på anstiftan av Oden stjäl Frejas halsband. Men om Lokes och Heimdalls strid har dessa källor intet att förtälja.

### Tors fiskafänge
Fem halvstrofer i drapan kommer från en balk om hur Tor på fiske med jätten Hymer – här kallad för ”den stabbige klunsen” (þjǫkkvaxinn þiklingr) – får Midgårdsormen på kroken. Därefter skildras i två halvstrofer ögonblicket då Tors och odjurets blickar möts, vilket Hallvard Lie ansåg kunna vara en direkt återgivning av hur scenen varit framställd på väggen i Hjarðarholt:
| Asarnas väns ännes inmåne sken mot stinna strängen kring Stord, då ordsäll strålar av skräck den kläckte. Stramm stirrade flamögd stord-trossen mot hårda landbenets söners lönare lett, och frustade etter. | Innmáni skein ennis ǫndótts vinar banda; ôss skaut œgigeislum orðsæll á men storðar. En stirðþinull starði storðar leggs fyr borði fróns á folka reyni fránleitr ok blés eitri. |  |

Asarnas väns (Tors) ännes (pannas) inmåne är ögat. Ön Stord står här som heite för världen som är omslingrad av den stora världsormen, ”strängen kring Stord” eller ”Stord-trossen”. Landbenets (fjällens) söners (jättarnas) lönare är jättedråparen Tor.
Kanske har träsnidaren här förstärkt ögonen med något metallblänk som gjort dem extra synliga i skenet från den öppna långelden i hallens mitt. Också Snorre Sturlasson tar i sin prosaskildring fasta på hur de båda motståndarnas blickar möts. ”Och man kan säga att den som inte såg när Tor spände ögonen i ormen och ormen stirrade upp på honom och spottade gift, den har aldrig sett en fasansfull syn.”
Balkens sista bevarade strof har uppmärksammats för att den uttryckligen säger att Tor slog ihjäl Midgårdsormen. Detta strider mot både Vǫluspá, Ragnarsdrápa och Snorres prosaframställning, som låter ormen leva vidare till Ragnarök. Men om man får tro Snorre fanns det på hans tid olika traditioner om Midgårdsormens öde. Enligt den gängse versionen räddades odjuret av den skräckslagne Hymer som skar av reven så att ormen sjönk tillbaka i djupet. Men, säger Snorre, ”Tor kastade hammaren efter honom, och det sägs att han slog huvudet av ormen vid havets botten. Men skall jag säga dig sanningen, tror jag att Midgårdsormen lever än och ligger ute i havet.”

### Balders bålfärd
Snorre Sturlasson skriver i Skáldskaparmál 5 att ”ett långt stycke av Húsdrápa är diktat efter berättelsen om Balder”. Detta har nog innefattat flera balkar, men endast fem halvstrofer ur en balk om Balders bålfärd har överlevt. I dessa skildras hur gudarna i procession färdas till begravningen.
| Främst rider fejdklok Frej att fylka skarorna bara, huld på guldborstad galt, till gode sonen av Odin. | Ríðr á bǫrg til borgar bǫðfróðr sonar Óðins Freyr ok folkum stýrir fyrstr enum golli byrsta. |  |

Detta är vårt äldsta belägg för att Frejs galt hade guldborst, och det är möjligt att namnet Gyllenborst (Gullinbursti) kan härledas från just detta textställe. Kanske var det Snorre själv som hittade på namnet. I så fall bör Slíðrugtanni, som Snorre också nämner, ha varit ett ursprungligare namn. Men även Frejas stridsgalt Hildisvíni sägs i Hyndluljóð 7 vara ”guldborstig”.
Man kan notera att Frej enligt Snorres prosaframställning inte red direkt på galtryggen, vilket skulle ha varit opraktiskt om borsten varit vassa som glosons. Snorre skriver: ”Frej åkte i sin vagn efter galten som heter Gyllenborst eller Slidrugtann.”
Även Freja deltog i processionen, säger Snorre. Hon hade lämnat galten hemma och for i en vagn dragen av katter. Därefter följde Oden, enligt de bevarade stroffragmenten, och han hade i följe sitt hov av korpar och valkyrior. Även Heimdall på sin häst ingick i processionen liksom, enligt Snorre, en stor hop rimtursar och bergresar.
Men när Balders bålskepp skulle skjutas loss gick det inte att rubba. Gudarna sände då bud efter en jättinna vid namn Hyrrokkin. Hon kom ridande på en ulv och hade en huggorm som tygel. Oden bad fyra bärsärkar vakta ulven, men de kunde inte hålla den utan blev tvungna att fälla den till marken. Sedan fattade Hyrrokkin tag om skeppet och slet det loss med sådan kraft att det sprutade eld ur syllarna. Om detta berättas i balkens sista stroffragment:
| Högfjällens vilda Hild lät havets Sleipner trava: Hropts gällande hjältar hjälmeldsspringaren fällde. | Fullǫflug lét fjalla framm haf-Sleipni þramma Hildr, en Hropts of gildar hjalmelda mar feldu. |  |

”Högfjällens Hild” (fjalla Hildr) är Hyrrokkin, och ”hjälmeld” är en kenning för svärd. Den vanliga strofupplösningen brukar dock vara hjalmelda gildar Hropts med betydelsen ”Hropts (=Odens) krigare” (fällde springaren). Valkyrienamnet Hild i en kenning för Hyrrokkin har antagligen valts för att antyda hennes krigiska natur. Kenningen ”havets Sleipner” (haf-Sleipnir) för Balders bålskepp anspelar på Sleipners roll i Baldersmyten. Det var på denna häst som Oden red till Hel i Baldrs draumar, och senare gjorde också Hermod samma ritt. Endast Sleipner kunde hoppa över Hels grind och ta sig levande in i dödsriket – och tillbaka.